# عامل التغذية العصبية المستمد من الدماغ
عامل التغذية العصبية المستمد من الدماغ والذي يعرف أيضا بBDNF هو بروتين يكون مشفرا في الإنسان بوساطة الجين BDNF (جين عامل التغذية العصبية المستمد من الدماغ). يعد BDNF عضوا في عائلة النيوروتروفينات من عوامل النمو التي ترتبط بعامل نمو الأعصاب القويم. توجد عوامل التغذية العصبية في الدماغ ومحيطه.
توجد عوامل التغذية العصبية في الدماغ والجهاز العصبي المحيطي. عُزل العامل BDNF لأول مرة من دماغ الخنازير في عام 1982 على يد إيف-آلان باردي وهانس ثونين.

## الوظيفة
يؤثر العامل BDNF على بعض عصبونات الجهاز العصبي المركزي والجهاز العصبي المحيطي، ما يساعد على دعم بقاء العصبونات الموجودة، ويعزز نمو وتمايز العصبونات والمشابك الجديدة. ضمن الدماغ، ينشط هذا العامل في الحُصين والقشرة المخية والدماغ الأمامي القاعدي، وهي مناطق حيوية للتعلم والذاكرة والتفكير العالي. يوجد العامل BDNF أيضًا في شبكية العين والكليتين والبروستات والعصبونات الحركية والعضلات الهيكلية وفي اللعاب أيضًا.
إن العامل BDNF مهم للذاكرة طويلة الأمد. على الرغم من أن الغالبية العظمى من العصبونات في دماغ الثدييات تتشكل قبل الولادة، إلا أن أجزاء من دماغ البالغين تحتفظ بالقدرة على نمو عصبونات جديدة من الخلايا الجذعية العصبية في عملية تعرف باسم تخلق النسيج العصبي. عوامل التغذية العصبية عبارة عن بروتينات تساعد على تحفيز عملية تخلق النسيج العصبي وضبطها، ويعتبر العامل BDNF من أنشط هذه العوامل. إن الفئران المولودة دون القدرة على تصنيع العامل BDNF تعاني من عيوب في النمو في الدماغ والجهاز العصبي الحسي، وعادة ما تموت بعد الولادة بفترة وجيزة، ما يشير إلى أن BDNF يلعب دورًا مهمًا في التطور العصبي الطبيعي. تشمل التغذية العصبية الهامة الأخرى المرتبطة هيكليًا بالعامل BDNF العامل NT-3 وNT-4 وعامل نمو الأعصاب.
يتكون العامل BDNF في الشبكة الإندوبلازمية ويُفرز من الحويصلات كثيفة النواة. يربط أنزيم الكاربوكسيببتيداز إي، وقد اقتُرح أن منع هذا الارتباط يتسبب بفقد افتراز العامل BDNF ضمن الحويصلات كثيفة النواة. يمكن للنمط الظاهري لفئران معطلة الجين للعامل BDNF أن يكون شديدًا، بما في ذلك معدل الوفيات بعد الولادة. تشمل السمات الأخرى فقدان الخلايا العصبية الحسية التي تؤثر على التنسيق والتوازن والسمع والتذوق والتنفس. تظهر الفئران المصابة بالضربة القاضية أيضًا شذوذًا في المخيخ وزيادة في عدد الخلايا العصبية المتعاطفة.
ثبت أن أنواعًا معينة من التمارين البدنية تزيد بشكل ملحوظ (ثلاثة أضعاف) من تخليق BDNF في الدماغ البشري، وهي ظاهرة مسؤولة جزئيًا عن التخلق النسيجي العصبي الناجم عن التمرينات وتحسين الوظيفة الإدراكية. يبدو أن النياسين ينظم تعبير العامل BDNF ومستقبل التروبوميوسين كيناز B أيضًا.

## آلية العمل
يربط BDNF على الأقل اثنين من المستقبلات على سطح الخلايا القادرة على الاستجابة لعامل النمو TrkB (أي «المسار B») و LNGFR (مستقبل عامل نمو الأعصاب ضعيف الألفة، المعروف أيضًا باسم p75). قد ينظم أيضًا نشاط العديد من مستقبلات النواقل العصبية، بما في ذلك مستقبلات النيكوتين ألفا-7. ثبت أيضًا أن BDNF يتفاعل مع سلسلة إشارات الريلين. ينخفض التعبير عن الريلين بواسطة خلايا ريتزوس-كاخال أثناء التطور تحت تأثير BDNF الذي يقلل بدوره أيضًا من تعبير الريلين في وسط الزرع العصبي.

### TrkB
يُرمز مستقبل TrkB بواسطة جين NTRK2 وهو عضو في عائلة مستقبلات من كينازات التيروزين التي تشمل TrkA وTrkC. تعتمد عملية الفسفرة الذاتية لـ TrkB على ارتباطه النوعي مع العامل BDNF، وهو عامل عصبي معتمد على النشاط معبر عنه على نطاق واسع ينظم اللدونة المشبكية ويختل تنظيمه بعد الإصابة بنقص التأكسج. تنشيط مسار BDNF-TrkB مهم في تطوير الذاكرة قصيرة المدى ونمو العصبونات.

### LNGFR
إن دور مستقبل BDNF الآخر، p75، أقل وضوحًا. في الوقت الذي يتفاعل فيه مستقبل TrkB مع العامل BDNF بطريقة ترابطية نوعية، يمكن لجميع عوامل التغذية العصبية أن تتفاعل مع مستقبل p75. عندما يتنشط المستقبل p75، فإنه يؤدي إلى تنشيط مستقبل NFkB. وبالتالي، قد تؤدي الإشارات العصبية التغذوية إلى تحريض مسار الاستماتة بدلًا من مسارات البقاء في الخلايا التي تعبر عن مستقبلات p75 في غياب مستقبلات Trk. كشفت الدراسات الحديثة أن النظير البروتيني (t-TrkB) لمستقبل TrkB قد يكون بمثابة عامل سلبي سائد لمستقبل المغذي العصبي p75، ما يثبط نشاط p75، ويمنع موت الخلايا المتواسط بالعامل BDNF.

## الارتباط بالأمراض
أظهرت دراسات مختلفة روابط محتملة بين BDNF وحالات كالاكتئاب، والفصام، واضطراب الوسواس القهري، ومرض الزهايمر، وداء هنتنغتون، ومتلازمة رايت، والخرف، وكذلك فقدان الشهية العصبي والنهام العصبي. يمكن أن تؤدي المستويات المتزايدة من BDNF إلى حدوث تغيير في حالة المكافأة الشبيهة بالاعتماد على الأفيون عندما يُعبر عنها في المنطقة السقيفية البطنية لدى الفئران.
اعتبارًا من عام 2002، فشلت جميع التجارب السريرية التي تم فيها إيصال العامل BDNF إلى الجهاز العصبي المركزي (سي إن إس) لدى البشر المصابين بأمراض التنكس العصبي المختلفة.

### فصام
تشير مجموعة كبيرة من الأدلة الحديثة إلى وجود صلة بين الفصام والعامل BDNF. نظرًا لأن العامل BDNF بالغ الأهمية لبقاء عصبونات الجهاز العصبي المركزي (سي إن إس) والجهاز العصبي المحيطي (بّي إن إس)، والتخلق المشبكي أثناء -وحتى بعد- التطور، فقد تلعب تعديلات BDNF دورًا في التسبب في مرض الفصام. عُثر على العامل BDNF في العديد من مناطق الدماغ ويلعب دورًا مهمًا في دعم تكوين الذكريات. ثبت أن مستويات BDNF mRNA تنخفض في الطبقات القشرية IV وV من قشرة الفص الجبهي الظهراني لمرضى الفصام، وهي منطقة معروفة بأنها متورطة في الذاكرة العاملة. نظرًا لأن مرضى الفصام غالبًا ما يعانون من ضعف في الذاكرة العاملة، ومع تبين انخفاض تراكيز BDNF mRNA في قشرة الفص الجبهي الظهراني لمرضى الفصام، فمن المحتمل جدًا أن العامل BDNF يلعب دورًا ما في سببية هذا الاضطراب التطوري العصبي للجهاز العصبي المركزي.

### الاكتئاب
ثبت أن التعرض للضغط النفسي وهرمون الإجهاد الكورتيكوستيرون يقللان من تعبير العامل BDNF في الفئران، وإذا استمر التعرض، فإن هذا يؤدي إلى ضمور في الحُصين في نهاية المطاف. ثبت حدوث ضمور الحُصين والبنى الحوفية الأخرى لدى البشر الذين يعانون من الاكتئاب المزمن. بالإضافة إلى ذلك، فقد لوحظ أن الفئران المُتناسَلة لتكون متغايرة الزيجوت من ناحية العامل BDNF، ما يقلل من تعبيره، قد أظهرت ضمورًا مماثلًا في الحُصين. هذا يشير إلى وجود صلة مسببة بين تطور الاكتئاب و BDNF. دعمًا لذلك، يعمل الناقل العصبي الاستثاري الغلوتامات، والأنشطة التطوعية، وتقييد السعرات الحرارية، والتحفيز الفكري، والعلاجات المختلفة للاكتئاب كمضادات الاكتئاب على زيادة تعبير العامل BDNF في الدماغ. ثمّة أدلة على أن الأدوية المضادة للاكتئاب تحمي من ضمور الحُصين أو تعكسه.

### مرض الزهايمر
أظهر تحليل ما بعد الوفاة انخفاض تراكيز العامل BDNF في أنسجة دماغ الأشخاص المصابين بمرض الزهايمر، على الرغم من أن طبيعة الصلة ماتزال غير واضحة. تشير الدراسات إلى أن عوامل التغذية العصبية لها دور وقائي ضد سمية ببتيد بيتا النشواني.

### الصرع
رُبط الصرع أيضًا بتعدد الأشكال في العامل BDNF. بالنظر إلى الدور الحيوي للعامل BDNF في تطوير معالم الدماغ، يمكن للعامل BDNF أن يمتلك مجال تأثير واسع على تطور أمراض الأعصاب. من المعروف أن مستويات كل من BDNF mRNA وBDNF يتم تنظيمها بالزيادة في حالات الصرع. ينظم العامل BDNF انتقال المشابك الاستثاري والتثبيطي عن طريق تثبيط تيارات ما-بعد-المشبك المتواسطة بمستقبلات الغابا. تعتبر هذه آلية محتملة لعملية التنظيم بالزيادة المرصودة.

## روابط خارجية
- Cotman CW, Berchtold NC (28 يناير 2004). "BDNF and Alzheimer's Disease—What's the Connection?". Alzforum: Live Discussions. Alzheimer Research Forum. مؤرشف من الأصل في 2012-05-13. اطلع عليه بتاريخ 2008-08-21.
- Patten-Hitt E (14 يونيو 2001). "Brain-Derived Neurotrophic Factor (BDNF)". Sciencexpress. The HDLighthouse, Huntingtons Disease: Information and Community. مؤرشف من الأصل في 2011-04-07. اطلع عليه بتاريخ 2008-08-21.
- Highfield R (18 أكتوبر 2007). "Brain scans 'could reveal mental strength'". Science. Telegraph.co.uk. مؤرشف من الأصل في 2008-05-31. اطلع عليه بتاريخ 2008-08-21. Low BDNF activity promotes resilience